# Esporte Clube Cruzeiro (Alagoas)
O Esporte Clube Cruzeiro foi um clube de futebol com sede em Arapiraca - Alagoas. Chegou a ser uns dos  grandes de Arapiraca pois nos seus anos de existência conseguiu chegar em 4° lugar na Copa do Nordeste de Futebol entrando para a história, chegando a bater o ASA de Arapiraca.

## História

#### Fundado nos anos 80
Em sua primeira fundação em 1983, o seu nome foi dado em homenagem ao tradicional Cruzeiro de Minas Gerais. O clube passou então a ser conhecido como Cruzeiro Alagoano. Em 1990 o clube conquistava seu primeiro título: o Torneio Início, ao bater o CSE de Palmeira dos Índios, por 1X1 e 3X1. No ano de 1991 participou pela primeira vez da primeira divisão Campeonato Alagoano. Ficou entre os 4 primeiros da competição.
Com a criação da Copa do Nordeste em 1994, o clube garantiu sua participação. Na fase de grupos conseguiu bons resultados fora de casa e conseguiu se classificar para as semifinais, onde acabou eliminado pelo CRB. O rebaixamento doloroso de 1996, o clube disputava pela última vez o Campeonato Alagoano ficando na 9ª. posição da classificação geral de 12 times - 4 rebaixados. Em 1997 o Cruzeiro não Participou do Campeonato Alagoano e paralisou as atividades.
Em 2019 após 22 anos um novo Esporte Clube Cruzeiro foi fundado, com o projeto de alcançar a elite e disputar as principais competições a nível nacional. A nova equipe disputará competições de base a partir de 2020 e em 2021 estará pronto para disputar competições profissionais (2ª divisão do campeonato Alagoano).
Junto a isso também foi decidido que o novo clube terá o Urso como mascote.

## Títulos

### Estaduais
- Torneio Início: 1990.
- Campeonato Alagoano da Segunda Divisão: 1998

### Campanhas de Destaque
- Semifinal da Copa do Nordeste: 1994